# Eumaeus superbus
Eumaeus superbus är en fjärilsart som beskrevs av Johannes Karl Max Röber 1926. Eumaeus superbus ingår i släktet Eumaeus och familjen juvelvingar. Inga underarter finns listade i Catalogue of Life.